# Audi TT (8J)
Cet article concerne la deuxième génération de l’Audi TT. Pour des informations générales sur l’Audi TT, consultez Audi TT.
L'Audi TT 8J succède à la première Audi TT et a été présentée le 6 avril 2006 à la Porte de Brandebourg à Berlin, en Allemagne et le 7 avril 2006 à l'AMI Leipzig. Le coupé est arrivé sur le marché en 2006, la variante roadster est apparue en mars 2007.

## Technologie
L'Audi TT 8J était un véhicule entièrement nouveau développé sur la plate-forme de l'Audi A3 8P présentée en 2003, sur la base de laquelle la Volkswagen Golf V et le Touran I ont également été développés. En conséquence, de nombreuses innovations techniques ont été présentées : avec la deuxième génération de TT, le système d'amortissement adaptatif Audi Magnetic Ride a été proposé pour la première fois en option. De plus, un développement ultérieur de l'ASF (Audi Space Frame) a été utilisé, avec une combinaison de matériaux en aluminium et en acier, ce qui a rendu le véhicule plus léger et plus stable en même temps.
Au début des ventes, le moteur quatre cylindres en ligne turbo de 2,0 litres et 147 kW (200 ch) et le VR6 de 3,2 litres et 184 kW (250 ch) étaient disponibles. Les deux pouvaient être combinés avec la transmission à double embrayage S tronic (anciennement DSG). Le nouveau moteur TFSI de 1,8 litre et 118 kW (160 ch) a été présenté en tant que moteur d'entrée de gamme au printemps 2008, et un moteur diesel de 2,0 litres et 125 kW (170 ch) a été présenté en même temps.

## Lifting
Lors de l'AMI 2010, le lifting de la TT a été présenté, mis en vente à partir de fin mai 2010.
Extérieurement, la TT a été légèrement modifiée à l'avant et à l'arrière, les phares ont été révisés et de nouvelles finitions de peinture étaient disponibles. L'intérieur ne montre également que de petits changements tels que de nouvelles applications et de nouvelles couleurs intérieures.
Il y a eu plusieurs changements de moteur. Le VR6 de 3,2 l a été abandonné et le TFSI de 2,0 L de 147 kW a été remplacé par le moteur de 155 kW de la Volkswagen Golf VI GTI, qui avait également une cylindrée de deux litres, qu'Audi a équipé d'un contrôle variable des soupapes comme dans l'A4/A5, qui fournit 70 Nm de couple en plus que le moteur de la Golf GTI.

## Galerie photos

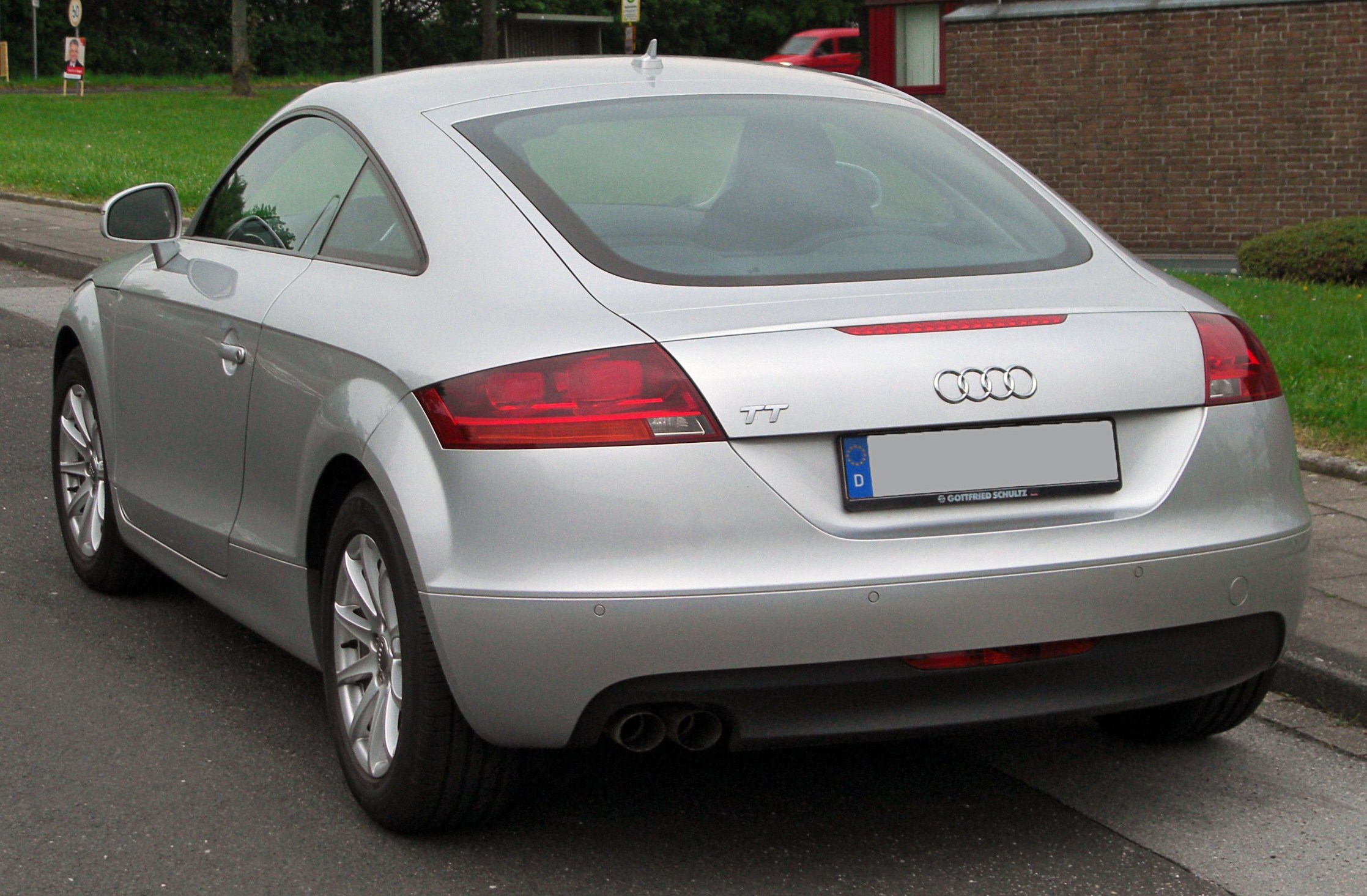
Audi TT coupé, vue arrière.
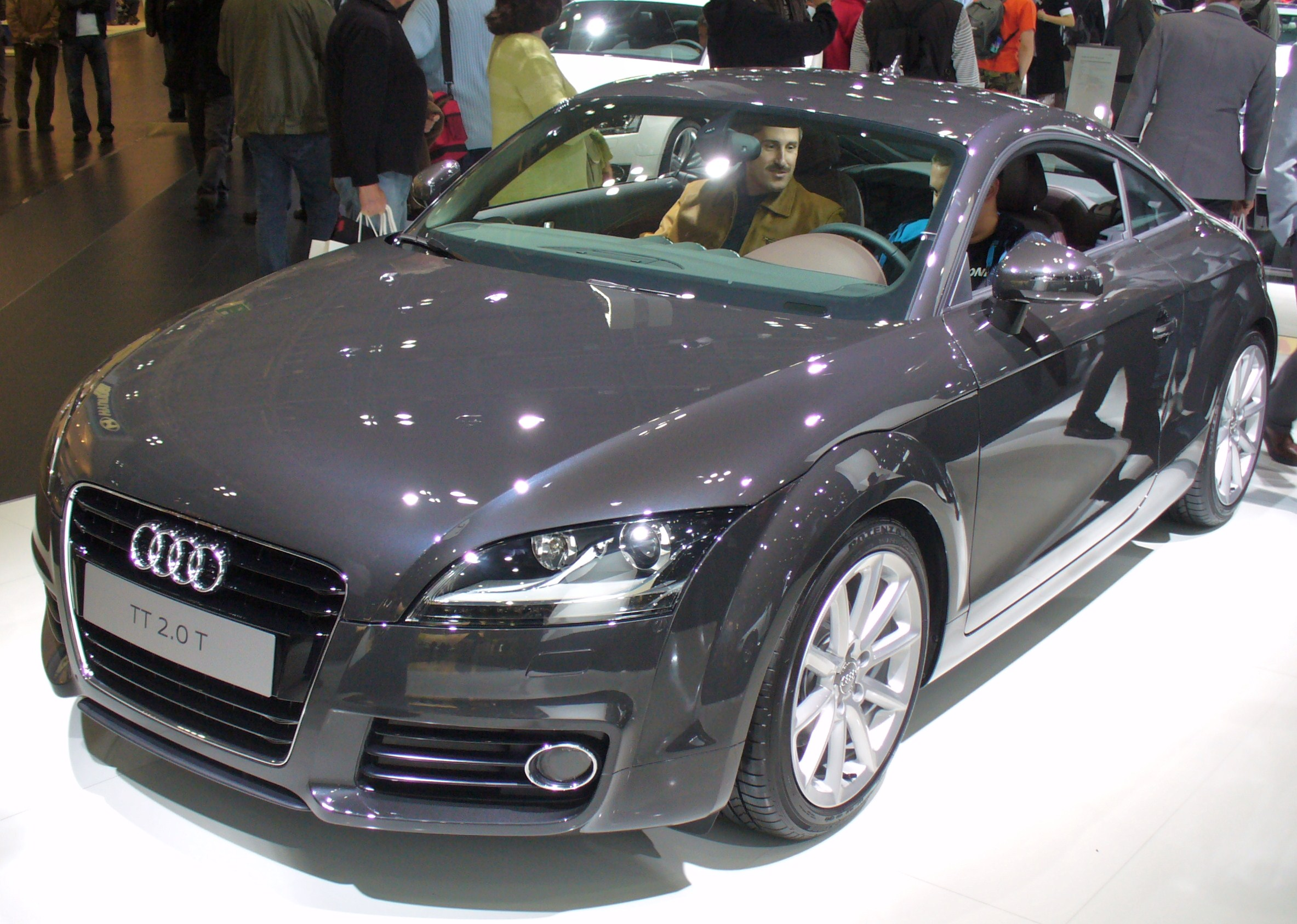
Audi TT coupé (2010–2014).
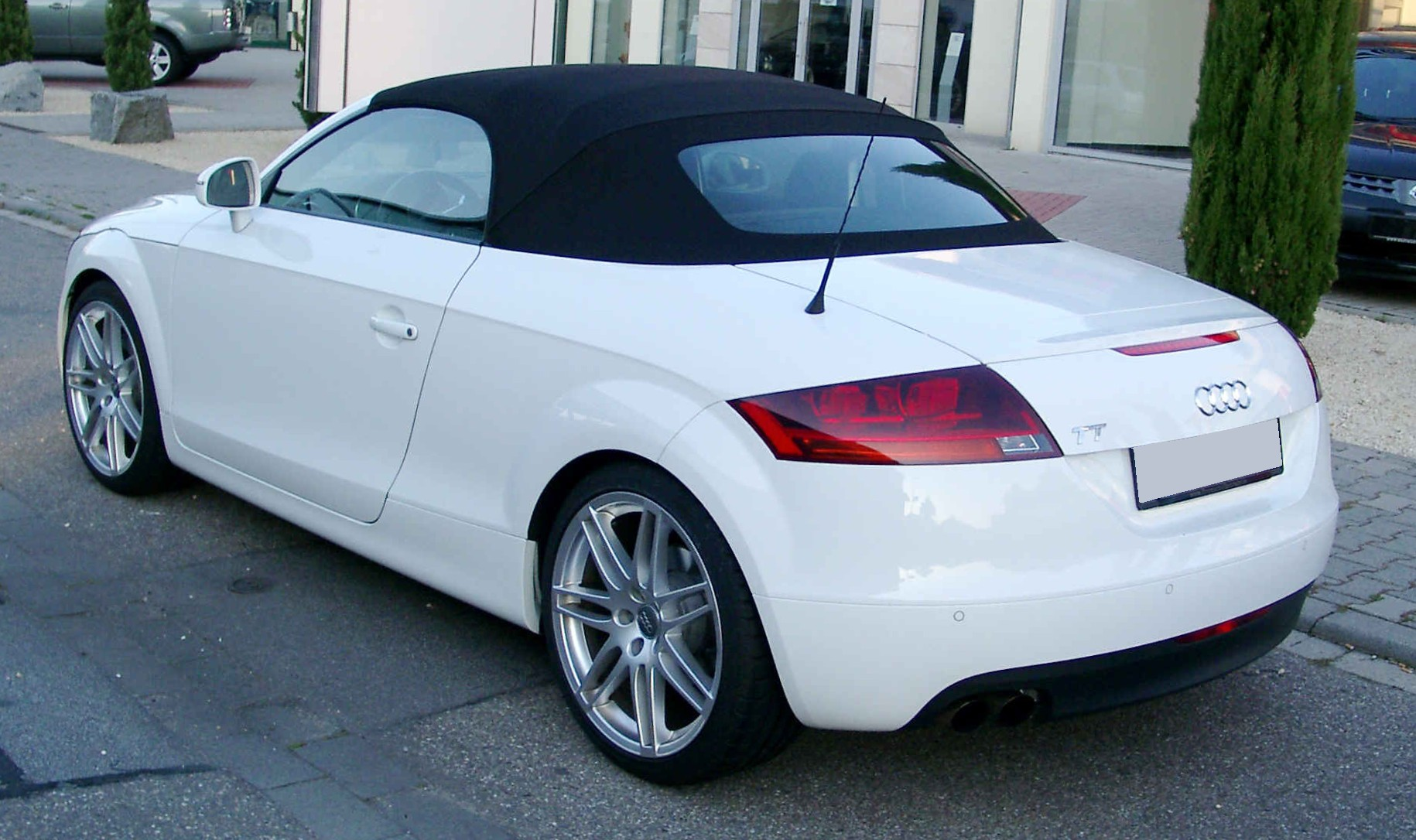
Audi TT roadster (2007–2010).
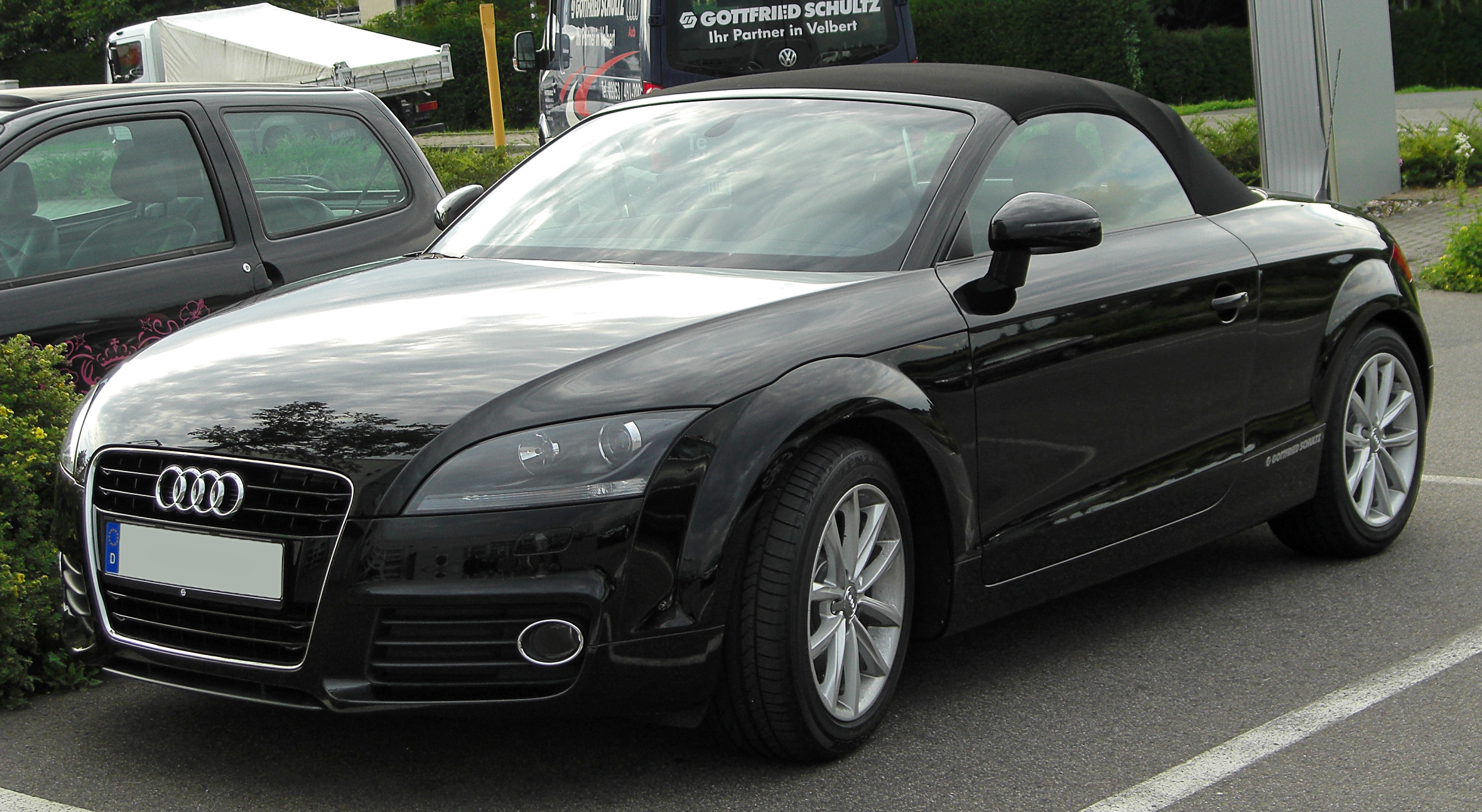
Audi TT roadster (2010–2014).
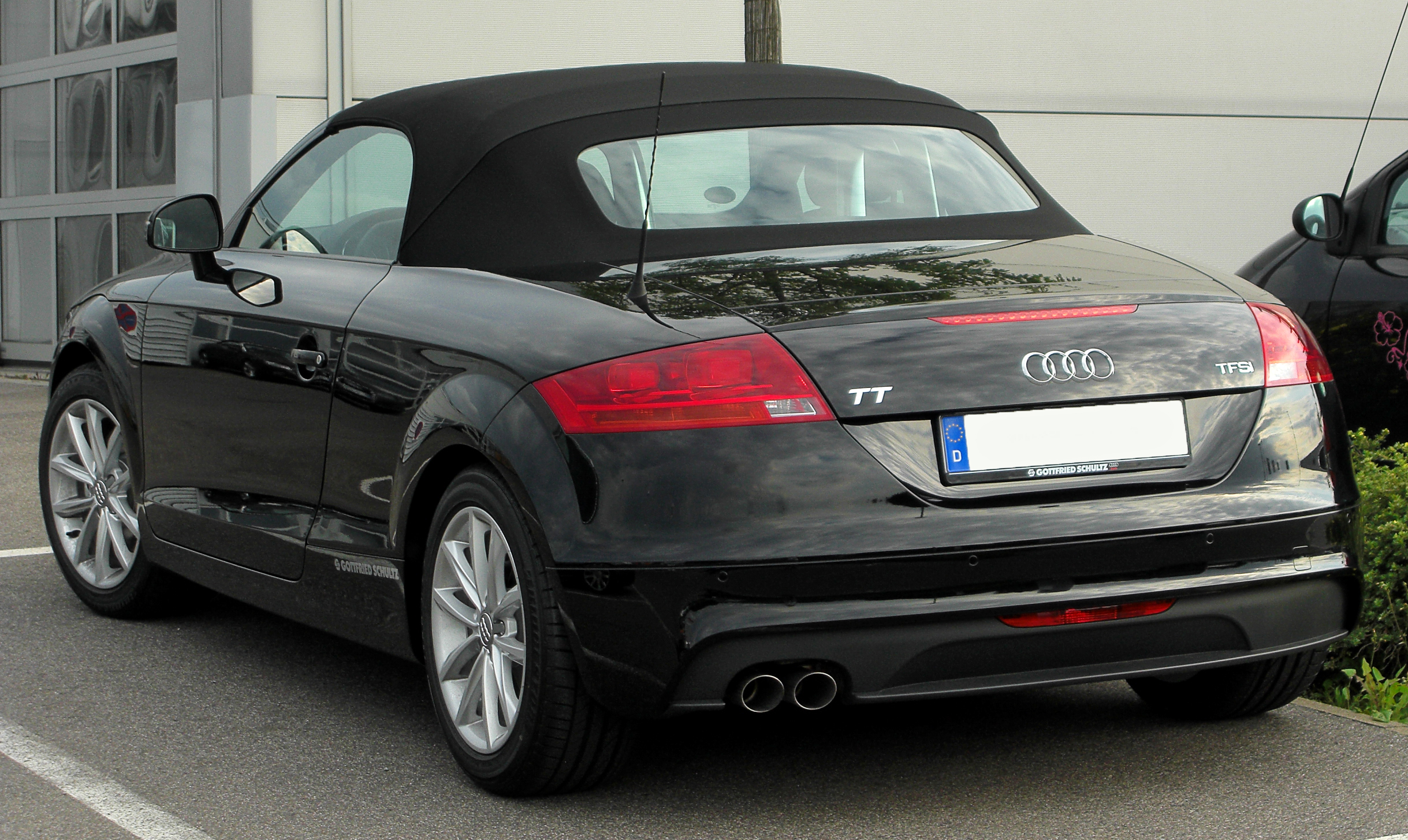
Vue arrière.
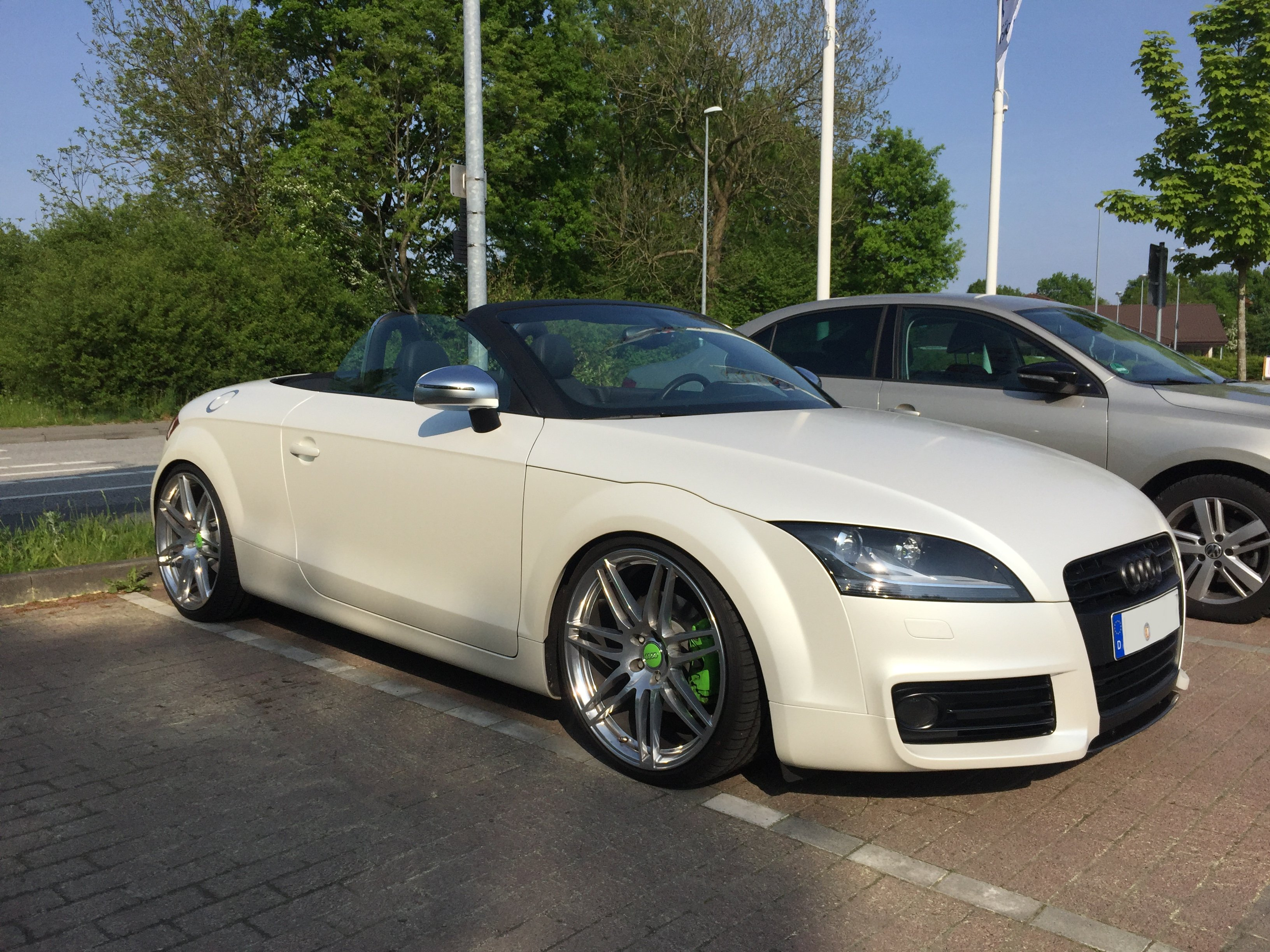
Audi TT roadster avec le toit ouvert.
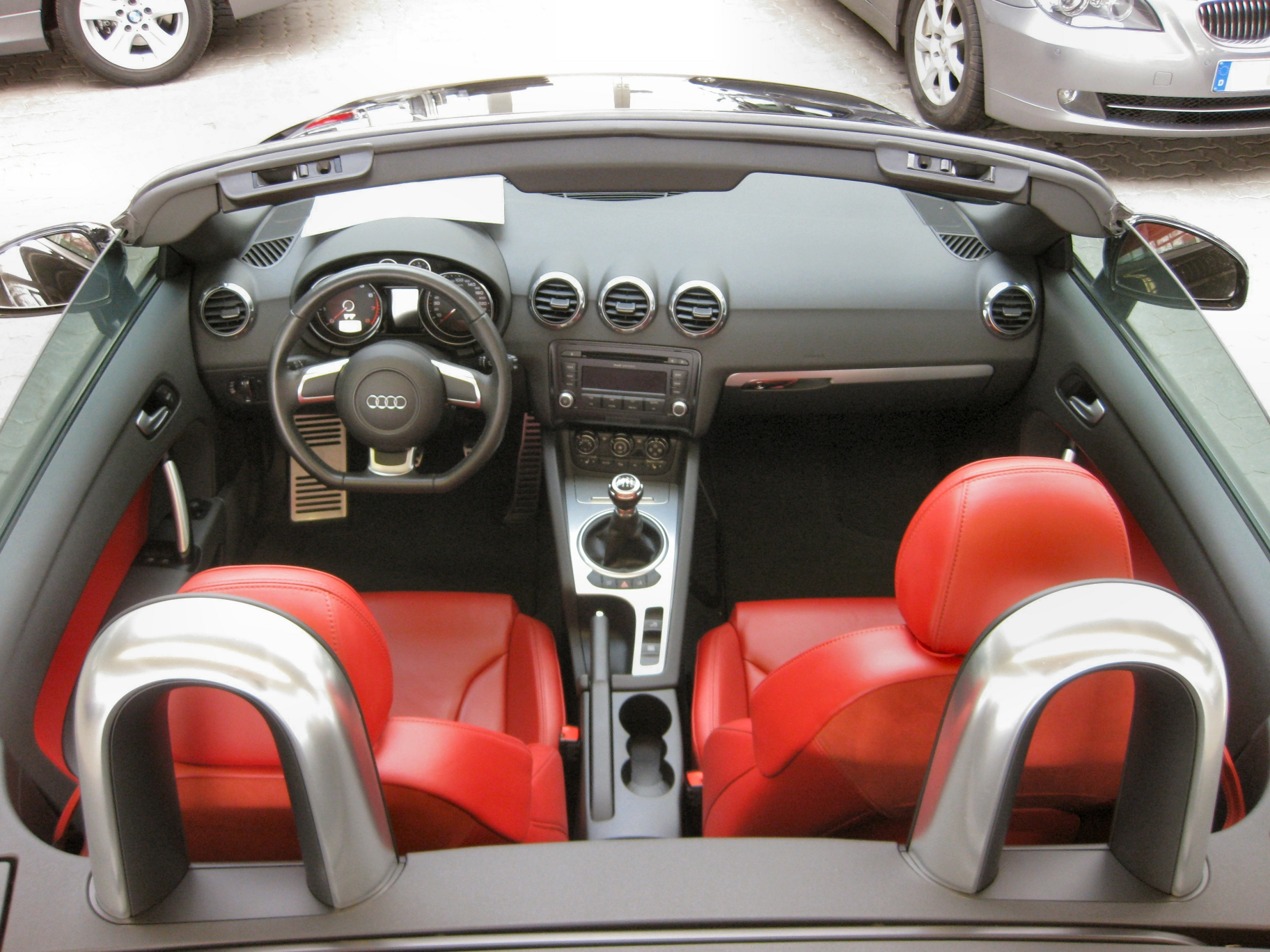
Intérieur du roadster.

## Base du modèle
Techniquement, la première génération de l'Audi TT était basée sur la plate-forme PQ34 de Volkswagen, comme la Volkswagen Golf IV et l'Audi A3 8L, l'essieu arrière à poutre de torsion des modèles Golf étant remplacé par une suspension indépendante avec traînée et triangles dans les modèles quattro.
La technologie, connue, de la Golf V et de l'Audi A3 8P (plate-forme PQ35 de Volkswagen) a été utilisée pour la deuxième génération de l'Audi TT. Mais elle était fortement modifiée en raison des roues nettement plus grandes. L'essieu avant a des jambes de force MacPherson en grande partie nouvellement développées avec des roulements pivotants décalés, l'essieu arrière est une construction à quatre bras. Pour obtenir une répartition du poids de 58:42, les deux tiers de l'Audi Space Frame (ASF) étaient en aluminium.
Autre nouveauté en option, l'Audi Magnetic Ride, une huile spéciale magnéto-rhéologique pour amortisseurs qui permet d'adapter dynamiquement les propriétés d'amortissement à la situation de conduite actuelle. Le réglage est commandé par un champ magnétique influencé de l'extérieur, par lequel l'huile dans les amortisseurs, qui contient des particules métalliques, change sa viscosité et donc sa dureté.
Comme pour l'A3, la transmission intégrale quattro de la TT n'a pas le différentiel Torsen typique d'Audi, mais a plutôt pris le relais de la Volkswagen Golf 4Motion avec embrayage Haldex.

## TTS

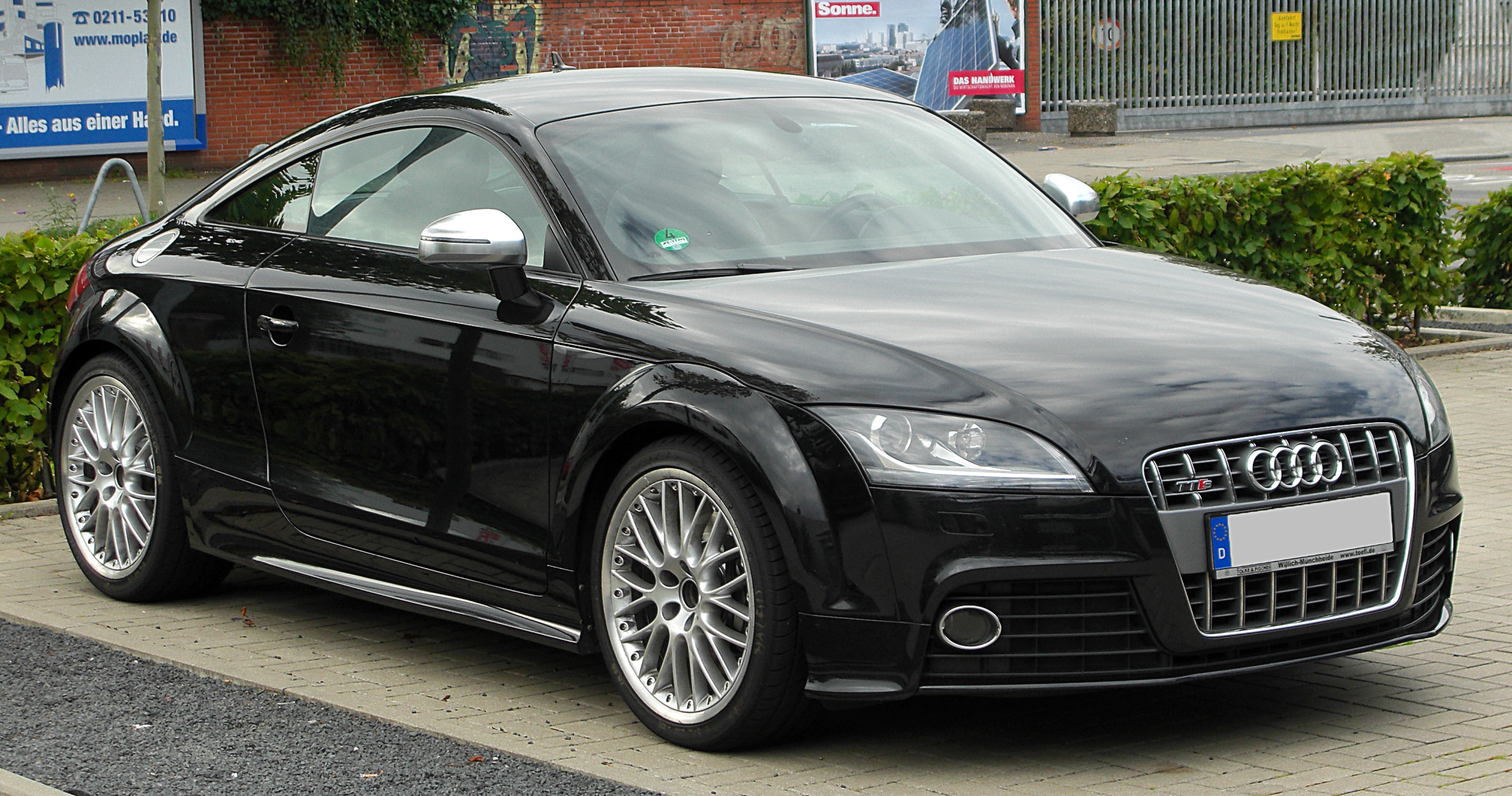
Audi TTS coupé.

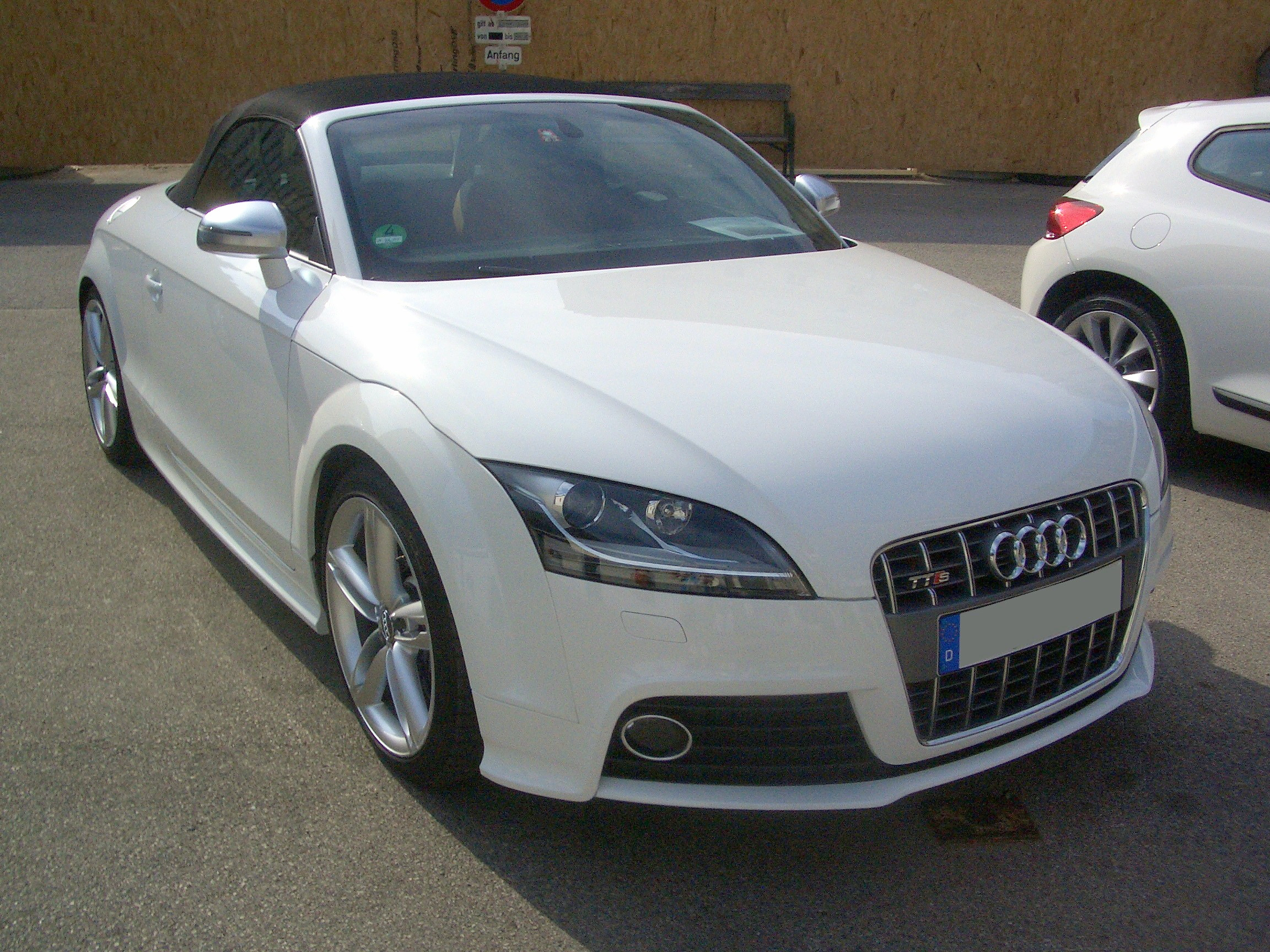
Audi TTS roadster.

La TTS est la variante sportive de l'Audi TT et c'est une réminiscence du nom NSU TTS ; elle a été introduite au deuxième trimestre de 2008. L'unité TFSI de 2 litres et 200 kW (272 ch) est utilisée comme moteur. Selon les spécifications d'usine, le véhicule a besoin de 5,2 s (coupé) ou 5,3 s (roadster) pour aller de 0 à 100 km/h. L'ensemble du conduit d'admission, du système d'échappement et du turbocompresseur ont été révisés et donc optimisés ou agrandis en coupe transversale. La suspension sport Magnetic Ride est utilisée de série. Les pièces jointes ont été entièrement revues. Le tablier avant, le diffuseur arrière et les jupes latérales sont spécialement conçus pour la TTS. Comme d'habitude avec les modèles S, la TTS a des coques de rétroviseurs de couleur aluminium. Le système d'échappement est à double flux avec quatre sorties d'échappement ovales. Le volet d'échappement sert à respecter les directives légales concernant le volume dans les zones urbaines. L'ESP peut être réglé en deux modes, mais il ne peut pas être complètement désactivé. Les phares ont été repensés et intègrent un feu diurne à LED composé de douze LED. En plus d'une transmission manuelle à six rapports, la transmission automatisée à double embrayage S tronic est disponible moyennant un supplément. De plus, la TTS dispose de disques de frein nettement plus grands que les variantes de modèle moins puissantes afin de contrer une réduction de la puissance de freinage (effet de fading) sur de plus longues périodes d'utilisation malgré la puissance plus élevée du moteur.

## TT RS

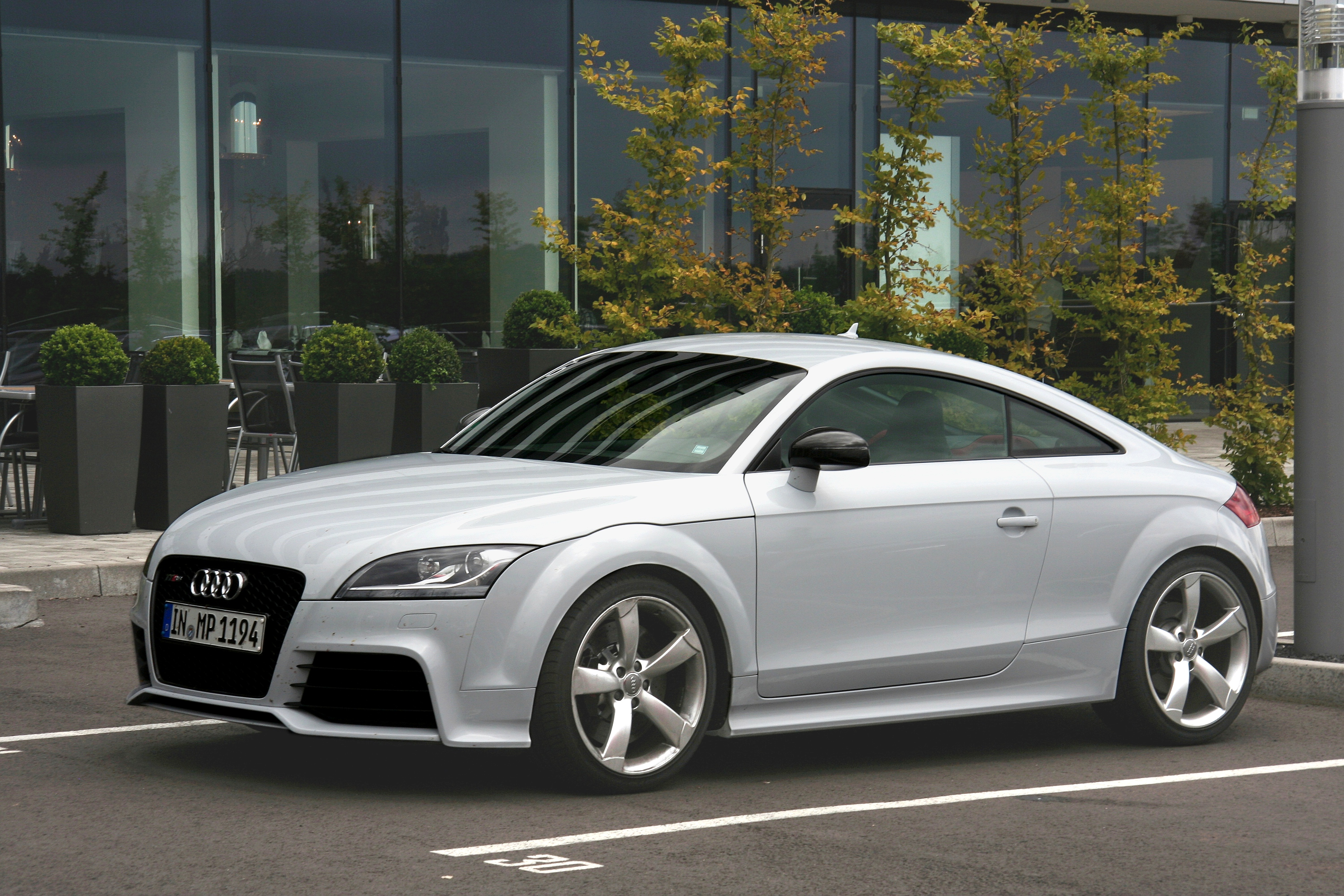
Audi TT RS coupé.

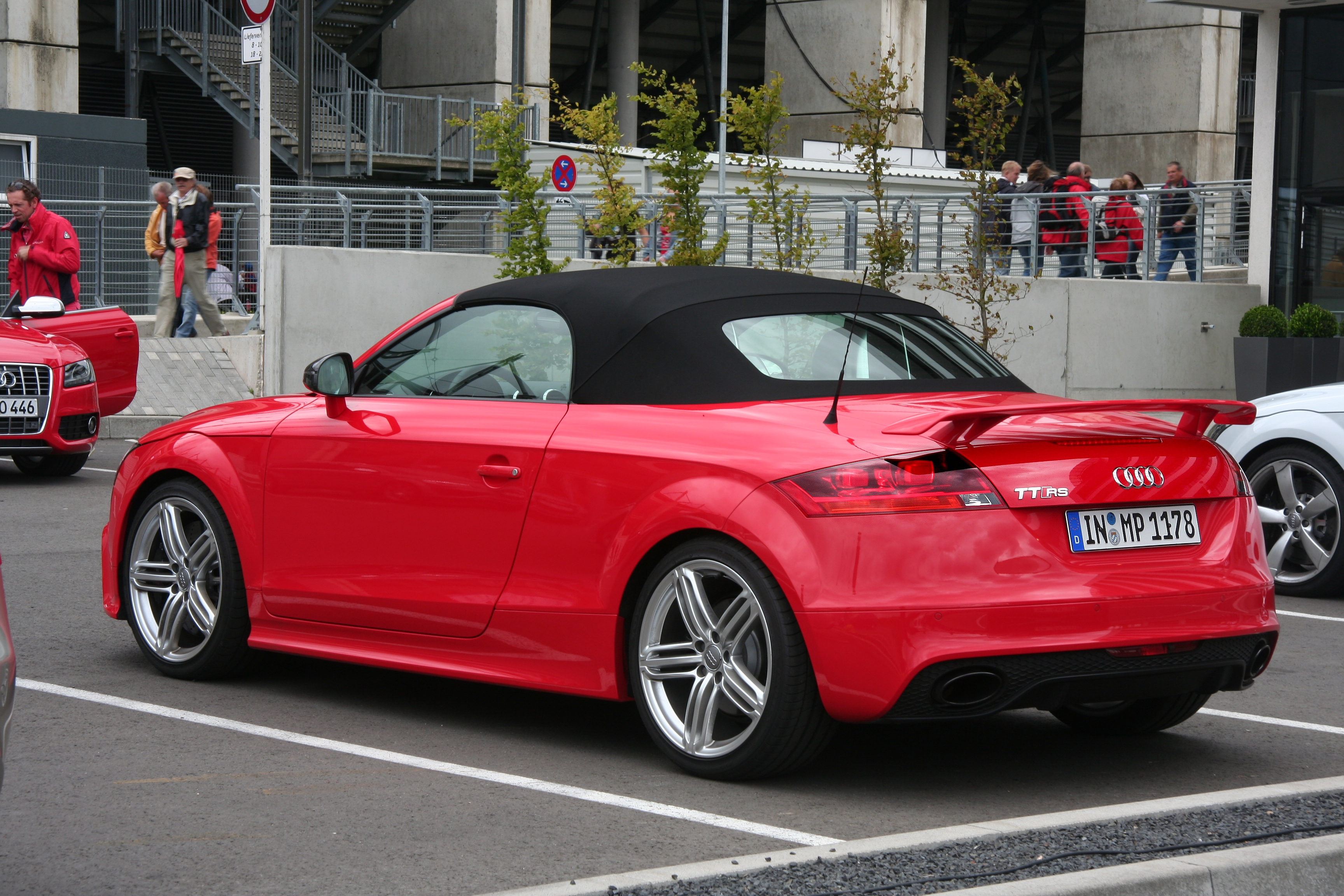
Audi TT RS roadster.

La TT RS est la version sportive la plus puissante et la plus rapide de l'Audi TT; elle a été introduite au premier trimestre de 2009.
Elle est propulsée par un moteur cinq cylindres en ligne fortement modifié tiré du modèle américain de la Volkswagen Jetta, qui, en tant que TFSI de 2,5 l, a une puissance de 250 kW (340 ch). Fonte graphite compactée à haute résistance pour le carter, piston en fonte d'aluminium, bielles forgées, soupapes d'échappement remplies de sodium, arbres à cames réglables hydrauliquement à 42 degrés dans les deux sens avec entraînement par chaîne à deux étages, technologie d'injection TFSI et tirants en acier, qui sont vissés à travers la culasse et le carter (dérivé du moteur V10 de la R8), en conjonction avec le turbocompresseur inhabituellement grand qui aide l'unité à atteindre un poids relativement faible et un couple maximal de 450 Nm, disponible en permanence dans la plage de régime moteur comprise entre 1600 et 5300 tr/min.
Avec une boîte de vitesses manuelle à 6 rapports, le véhicule accélère de 0 à 100 km/h en 4,6 s (coupé) ou 4,7 s (roadster) et atteint 200 km/h en 15,9 s (coupé) ou 16,9 s (roadster). En plus de la boîte de vitesses manuelle à 6 rapports, une boîte de vitesses à double embrayage S tronic à 7 rapports est également disponible depuis septembre 2010. Grâce à cela, la TT RS accélère de 0 à 100 km/h en 4,3 s (coupé) ou 4,4 s (roadster) grâce à des temps de passage optimisés sans aucune interruption de traction.
Extérieurement, la TT RS se démarque des autres variantes de la gamme avec une calandre à maille en forme de losange noir brillant et un pare-chocs avec des prises d'air agrandies à l'avant, un système de freinage performant avec des disques composites de 370 mm à l'avant et un insert diffuseur à l'arrière et un aileron arrière fixe. Le système d'échappement est à double flux et comporte deux grandes sorties d'échappement ovales. De plus, les systèmes d'échappement sont équipés de volets de commutation. Les caractéristiques du système d'échappement peuvent être modifiées et ajustées à l'aide du bouton sport de la console centrale.
Des données supplémentaires comme la pression de suralimentation, la température de l'huile et les temps au tour peuvent être consultées via le système d'information du conducteur ; des sièges baquets sont disponibles sur demande. Avec le "bouton sport", la réponse aux mouvements de la pédale d'accélérateur peut être augmentée.
La vitesse de pointe de la TT RS est électroniquement limitée de série à 250 km/h, mais elle peut être limitée à 280 km/h d'usine moyennant un supplément. La puissance est envoyée aux quatre roues via l'accouplement Haldex (reprise de la Golf).